# Mercedes (Atenas)
Mercedes è un distretto della Costa Rica facente parte del cantone di Atenas, nella provincia di Alajuela.